# Dídac Ribas i Mujal
Dídac Ribas i Mujal (Manresa, 5 de gener de 1922 - Barcelona, 22 de febrer de 2011) fou un metge i catedràtic universitari de medicina que va exercir a diverses universitats. És conegut sobretot pels seus estudis sobre la histologia de les sinapsis neuromuscular, les terminacions nervioses i la patologia mamària. El 1996 va rebre la Medalla de la ciutat de Manresa.

## Biografia

### Estudis
Dídac Ribas va estudiar els estudis primaris al Xalet de la Casa Caritat i a l'escola Sant Domènec de Manresa i estudià el batxillerat al l'Institut Lluís de Peguera.
El 1947 es va llicenciar en medicina a la Universitat de Barcelona, el 1948 es va col·legiar i el 1950 va obtenir el doctorat en medicina i cirurgia a Madrid. Posteriorment, ampliar els seus estudis sobre anatomia a Kiel amb el dr. Wolfgang Bargmann.

### Professor universitari
Dídac Ribas fou catedràtic d'histologia, embriologia i Anatomia patològica a les següents universitats: Universitat de Santiago de Compostel·la (1960), Universitat de Sevilla (1965) i Universitat de Barcelona (1971). En aquesta última va dividir la seva càtedra en tres de diferents: anatomía patològica (1980), Biologia cel·lular i histologia. També, es va encarregar durant un curs (1968-1969) de la càtedra d'Histologia de la Universitat Autònoma de Barcelona a l'Hospital de Sant Pau.
Durant la seva carrera acadèmica, va tenir diversos càrrecs en les universitats que treballà. Per exemple, fou secretari de la facultat de medicina de Santiago (1960-1964), vicedegà a la Universitat de Sevilla (1967-1970) i vicerector de la Universitat de Barcelona (1971-1973).

## Obres
Dídac Ribas va escriure 54 publicacions científiques i va dirigir 25 tesis doctorals.
Entre les seves obres destaca la seva participació en els següents llibres corals:
- Sandritter, Walter, Thomas, C, Echevarría, Rafael, Ribas, Dídac, 1981: Macropatología: manual y atlas paor médicos y estudiantes. Ed. Reverté. ISBN 84-291-5575-9
- Wheater, Paul, Daniels, V, Garfia, A, Ribas, D. Burkitt, G, Deakin, Ph, 1980: Histología funcional: texto y atlas en color. Barcelona, Ed. Jims. ISBN 0-443-01657-7
- Hammersen, Frithjof, Ribas, Dídac, 1978: Atlas de histología humana: citología, histología y anatomía microscópica. Barcelona, ed. Toray. ISBN 84-310-1890-9